# Farkhad Kharki
Farkhad Kharki est un haltérophile kazakh né le 20 avril 1991. Il a remporté la médaille de bronze de l'épreuve des moins de 62 kg aux Jeux olympiques d'été de 2016 à Rio de Janeiro.